# Prijevoj Albrun
Prijevoj Albrun (njem. Albrunpass, tal. Passo d'Arbola ili Bocchetta d'Arbola) je alpski prijevoj koji povezuje Švicarsku i Italiju. Povezuje Binn u dolini Binntal na sjevernoj strani s Bacenom na južnoj strani. Prijevoj Albrun je najniži prijevoj na glavnom lancu Alpa između prijevoja Simplon i prijevoja Gotthard. 
Prijevoj se nalazi između Albrunhorna (zapad) i Ofenhorna (istok). Samo sedlo prijevoja se nalazi 100 do 200 metara unutar Italije.

## Vanjske poveznice
|  | Zajednički poslužitelj ima još gradiva o temi Prijevoj Albrun |

- Prijevoj Albrun na Hikru